# Уыддым-Арыд
Уыддым-Арыд (геэз ወደም አራድ) — император Эфиопии с 1299 по 1314 год, 7-й из Соломоновой династии. Потомок Сэломона I, но точная степень родства является предметом споров среди учёных.

## Биография
О его правлении сохранилось мало сведений. Уыддым-Арыд разгромил некоего шейха Абу-Абдаллаха, вероятно - правителя в области Шоа.  В 1306 году отправил посольство в Европу с целью заключить союз против мусульман (Уыддым-Арыд особенно искал "Короля испанцев"; в то время шла Реконкиста). Это посольство смогло достичь Рима и Авиньона. На обратном пути с эфиопскими послами беседовал генуэзский географ Джованни да Кариньяно, чьи сведения дошли в пересказе Джакомо Филиппо Форести. 